# Saint-Jean-de-Vaulx
Saint-Jean-de-Vaulx és un municipi francès situat al departament de la Isèra i a la regió d'Alvèrnia-Roine-Alps. L'any 2007 tenia 509 habitants.

## Demografia

### Població
El 2007 la població de fet de Saint-Jean-de-Vaulx era de 509 persones. Hi havia 181 famílies de les quals 26 eren unipersonals (15 homes vivint sols i 11 dones vivint soles), 59 parelles sense fills, 81 parelles amb fills i 15 famílies monoparentals amb fills.
La població ha evolucionat segons el següent gràfic:
Habitants censats

### Habitatges
El 2007 hi havia 239 habitatges, 181 eren l'habitatge principal de la família, 48 eren segones residències i 10 estaven desocupats. 229 eren cases i 8 eren apartaments. Dels 181 habitatges principals, 161 estaven ocupats pels seus propietaris, 14 estaven llogats i ocupats pels llogaters i 6 estaven cedits a títol gratuït; 3 tenien una cambra, 2 en tenien dues, 13 en tenien tres, 41 en tenien quatre i 122 en tenien cinc o més. 157 habitatges disposaven pel capbaix d'una plaça de pàrquing. A 56 habitatges hi havia un automòbil i a 122 n'hi havia dos o més.

### Piràmide de població
La piràmide de població per edats i sexe el 2009 era:
| Homes | Edats   | Dones |
| ----- | ------- | ----- |
| 0     | 95 o +  | 0     |
| 0     | 90 a 94 | 0     |
| 0     | 85 a 89 | 0     |
| 0     | 80 a 84 | 0     |
| 8     | 75 a 79 | 8     |
| 4     | 70 a 74 | 4     |
| 12    | 65 a 69 | 4     |
| 0     | 60 a 64 | 0     |
| 4     | 55 a 59 | 8     |
| 16    | 50 a 54 | 16    |
| 24    | 45 a 49 | 24    |
| 16    | 40 a 44 | 12    |
| 28    | 35 a 39 | 28    |
| 12    | 30 a 34 | 16    |
| 4     | 25 a 29 | 4     |
| 12    | 20 a 24 | 8     |
| 28    | 15 a 19 | 12    |
| 12    | 10 a 14 | 4     |
| 20    | 5 a 9   | 24    |
| 16    | 0 a 4   | 20    |

## Economia
El 2007 la població en edat de treballar era de 337 persones, 249 eren actives i 88 eren inactives. De les 249 persones actives 231 estaven ocupades (129 homes i 102 dones) i 18 estaven aturades (7 homes i 11 dones). De les 88 persones inactives 34 estaven jubilades, 31 estaven estudiant i 23 estaven classificades com a «altres inactius».

### Ingressos
El 2009 a Saint-Jean-de-Vaulx hi havia 188 unitats fiscals que integraven 550 persones, la mediana anual d'ingressos fiscals per persona era de 20.518 €.

### Activitats econòmiques
Dels 6 establiments que hi havia el 2007, 1 era d'una empresa de fabricació d'altres productes industrials, 1 d'una empresa de comerç i reparació d'automòbils, 1 d'una empresa de serveis i 3 d'entitats de l'administració pública.
L'any 2000 a Saint-Jean-de-Vaulx hi havia 7 explotacions agrícoles.

## Equipaments sanitaris i escolars
El 2009 hi havia una escola maternal integrada dins d'un grup escolar amb les comunes properes formant una escola dispersa.

## Poblacions més properes
El següent diagrama mostra les poblacions més properes.